# Хидиятуллин, Вагиз Назирович
Ваги́з Нази́рович Хидияту́ллин (тат. Вагыйзь Назир улы Һидиятуллин; род. 3 марта 1959, Губаха, Пермская область) — советский и российский футболист, защитник и полузащитник. Президент профсоюза футболистов и тренеров России (с 1995).
Мастер спорта международного класса (1977), заслуженный мастер спорта СССР (1988).

## Биография
Родился в татарской семье в Пермской области, но футбольное образование получил в ростовском спортинтернате (тренер — В. Г. Егоров). Некоторое время жил в городе Новошахтинск Ростовской области. Оттуда и поехал поступать в спортинтернат.

### «Спартак»
В конце 1970-х Хидиятуллина заметили и пригласили в «Спартак». Бесков увидел в нём необычайно талантливого игрока, определив его на позицию либеро, разрешая подключаться к атакующим действиям. Хидиятуллин был в составе юниорской и юношеской сборной СССР, которая в 1976 году стала чемпионом Европы, а в 1977 году — чемпионом мира.

### ЦСКА, служба в армии
В конце чемпионата, 20 ноября 1980 года (в день рождения Бескова) в матче со львовским клубом «Карпаты» Хидиятуллину за 8 минут до конца матча (при счете 0:0) в плечо попал мяч, был назначен пенальти. Спартак проиграл. Поползли слухи, что Хидиятуллин «сдал» игру. Когда Хидиятуллин узнал, что его обвиняют в «продаже» матча, не стал ждать официальных уведомлений, а сам написал заявление о желании служить в рядах Вооружённых сил СССР. На тот момент он был студентом института, и формально имел отсрочку. Его новой командой стал ЦСКА. На сборах в сборной друг Хидиятуллина защитник киевского «Динамо» Владимир Бессонов предлагал ему перейти в «Динамо», где его не прочь был видеть Валерий Лобановский. Хидиятуллин остался в ЦСКА. ЦСКА тех лет не блистал в чемпионате СССР, команду лихорадило (частая смена тренеров и состава), что негативно сказывалось на игре и обстановке в команде.
Несмотря на неважное выступление ЦСКА, Хидиятуллин привлекался к матчам за сборную СССР. На чемпионат мира 1982 года Хидиятуллин не попал. На тренировке, столкнувшись с Фёдором Черенковым, получил травму колена.
После лечения Хидиятуллин попросил руководство ЦСКА отпустить его обратно в «Спартак», однако был отправлен во Львов, выступать за клуб СКА «Карпаты». Хидиятуллин написал заявление, но вместо Москвы был отправлен в Новоград-Волынский. Хидиятуллин был лейтенантом Советской армии и был назначен на должность командира танкового взвода в 8-й танковой армии. Почти год он водил танки, участвовал в учениях и был далёк от футбола. Поняв, что на карьере игрока можно скоро поставить крест, он подал рапорт о возвращении в любую армейскую футбольную команду Прикарпатского округа. Но оказался в госпитале — за год, что Хидиятуллин был без футбола, дала знать старая травма. В госпитале врачи приняли решение комиссовать Хидиятуллина из рядов Советской армии.

### Возвращение в «Спартак»
В 1986 году Хидиятуллин вернулся в «Спартак», во второй раз стал чемпионом СССР в 1987 году. Его опять пригласил в сборную Валерий Лобановский. На чемпионате Европы 1988 года сборная СССР стала серебряным призёром. После чемпионата Европы 1988 года получает приглашение во французский клуб «Тулуза».

### Франция
За «Тулузу» Хидиятуллин провёл два сезона. Но после неудачного выступления сборной СССР на чемпионате мира 1990 с ним не стали продлевать контракт. После «Тулузы» Хидиятуллин выступал за скромные клубы «Монтобан» и «Ля Беж». Во Франции Хидиятуллин закончил тренерские курсы и уже готовился стать тренером, но решил вернуться в Россию.

### «Динамо»
Хидиятуллину позвонил Константин Бесков и предложил перейти к нему московское «Динамо». Сыграть он в полную силу не мог и из-за травмы колена был вынужден завершить карьеру.

### Стиль игры
Техничный, смелый, волевой, одинаково уверенно чувствовал себя в позиционной игре и в силовых единоборствах с соперниками. Отличался хорошим тактическим мышлением, умело взаимодействовал с партнёрами, владел поставленным ударом с левой ноги, обладал качествами лидера.— 

## Личная жизнь
- Был женат на Ладлене Сергиевской, нынешней[уточнить] супруге хоккеиста и сенатора В. Фетисова.
- Сестра Эльмира замужем за бывшим тренером ярославского «Шинника» Иваном Ляхом.
- Во время августовского путча 1991 года находился на баррикадах в числе защитников Белого Дома[5].

## Достижения
- Чемпион СССР (2): 1979, 1987 (оба «Спартак» Москва)
Серебряный призёр чемпионата СССР: 1980 («Спартак» Москва)
Бронзовый призёр чемпионата СССР: 1986 («Спартак» Москва)
- Победитель в первой лиге СССР: 1977 («Спартак» Москва)
- Серебряный призёр чемпионата России: 1994 («Динамо» Москва)
- Обладатель Кубка России: 1994/1995 («Динамо» Москва)
- Бронзовый призёр Олимпийских игр: 1980
- Серебряный призёр чемпионата Европы 1988 года
- Чемпион мира среди юниоров: 1977
- Чемпион Европы среди юношей: 1976
- Чемпион Спартакиады народов СССР 1979 года в составе сборной Москвы
- Пятое место на чемпионате мира по пляжному футболу: 1996[6]

### Личные
- В списках 33 лучших футболистов СССР 6 раз, из них 4 раза под № 1 (1979, 1980 1987, 1988), по одному разу под № 2 (1986), под № 3 (1981).
- Член клуба Игоря Нетто